# Dänische Beachhandball-Nationalmannschaft der Juniorinnen
Die dänische Beachhandball-Nationalmannschaft der Juniorinnen repräsentiert den Dansk Håndbold Forbund als Auswahlmannschaft auf internationaler Ebene bei Länderspielen im Beachhandball gegen Mannschaften anderer nationaler Verbände.
Die U-Nationalteams fungieren als Unterbau der A-Nationalmannschaft. Das männliche Pendant ist die dänische Beachhandball-Nationalmannschaft der Junioren.

## Geschichte
Die dänische weibliche Nachwuchs-Nationalmannschaft gehörte zu den sechs Mannschaften, die 2008 im ungarischen Nagyatád bei der ersten Austragung einer Nachwuchs-Europameisterschaft und damit auch der ersten internationalen Nachwuchs-Meisterschaft im Beachhandball überhaupt teilgenommen hatten. Die Mannschaft belegte den sechsten und letzten Rang. Danach brachte der Verband nur noch ein einziges Mal eine Juniorinnen-Nationalmannschaft zur EM. Bei der Heim-EM 2013 in Randers, die im Vorgang zur danach stattfindenden EM 2013 durchgeführt wurde. Als Dritte der Vorrunde erreichten die Däninnen das Halbfinale, wo die Mannschaft der Türkei geschlagen wurde. Im Finale unterlagen sie deutlich den Ungarinnen, die ihren vierten von sechs Titeln in Folge gewannen.
Seit 2013 nahm keine dänische Nachwuchs-Mannschaft mehr an einem internationalen Turnier teil, während sich die Mannschaft der Frauen als eine der weltbesten Teams etablierte.

## Teilnahmen
| Olympische Jugendspiele - 2018 (U 18): keine Teilnahme - 2026 (U 18): Junioren-Weltmeisterschaften - 2017 (U 17): nicht qualifiziert - 2022 (U 18): nicht qualifiziert | Europameisterschaften - 2008 (U 18): 6. - 2011 (U 19): keine Teilnahme - 2012 (U 18): keine Teilnahme - 2013 (U 19): 2. - 2014 (U 18): keine Teilnahme - 2015 (U 19): keine Teilnahme - 2016 (U 16): keine Teilnahme - 2017 (U 17): keine Teilnahme - 2018 (U 18): keine Teilnahme - 2019 (U 17): keine Teilnahme - 2020 (U 16): ausgefallen - 2021 (U 17): keine Teilnahme - 2022 (U 16): keine Teilnahme - 2023 (U 17): keine Teilnahme - 2024 (U 16): |

- JEM 2008 (U 18): Anita Andersen • Ditte Bruntse Rasmussen • Mette Christiansen • Trine Kingo Nielsen • Ingeborg Lohfert Haslund-Vinding • Lise Rosenfeldt Laursen • Pernille Wittrup Schmidt[1]

- JEM 2013 (U 19): Sophie Toft Christensen • Line Hedegaard • Kamilla Høgh Kristensen • Frederikke Lærke • Trine Leth • Maja Drud Nielsen • Anne Birgitte Pedersen • Sofie Lauge Schmidt • Rikke Sehested • Christina Wildbork[2]

## Trainerinnen
- 2008: Thorkild Christiansen
- 2013: Tina Schou